# Alan Bennett

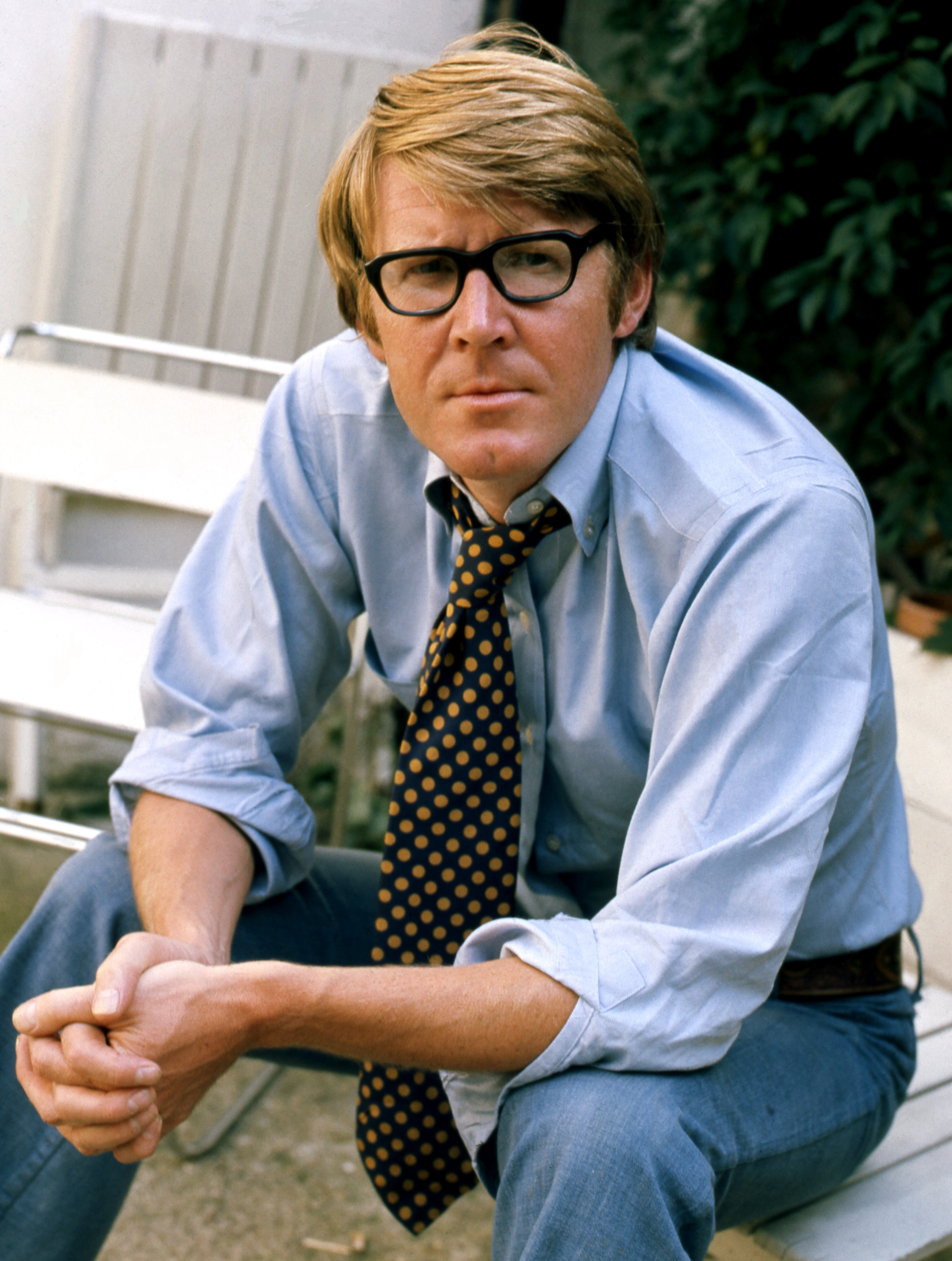
Alan Bennett (1973)

Alan Bennett (* 9. Mai 1934 in Leeds, England) ist ein britischer Schriftsteller, Dramatiker, Regisseur, Schauspieler sowie Drehbuchautor.

## Leben
Bennett wurde als zweites Kind des Metzgers Walter Bennett und seiner Frau Lilian Mary Peel, in Leeds geboren; konnte er durch ein Stipendium am Exeter College Geschichte studieren.
Er erhielt eine Juniorprofessur am Magdalen College in Oxford (1960–62). Der Erfolg der satirischen Revue Beyond the Fringe, für die er als Autor und Schauspieler aktiv war, ermöglichte es ihm, ans Theater zu wechseln.
In seinem ersten Drama Forty Years On (1968), in dessen Rahmenhandlung Schüler ein historisches Theaterstück aufführen, nimmt Bennett die junge britische Geschichte, insbesondere die Bloomsbury Group und T. E. Lawrence aufs Korn. Mit Kafka’s Dick (1986) setzt er sich mit Franz Kafka auseinander, in 102 Boulevard Haussmann (1990) mit Marcel Proust sowie in Prick Up Your Ears (1987) mit Joe Orton. Für sein Werk Talking Heads (1988) erhielt er im Jahr 1989 den Hawthornden-Preis.
Bennetts Arbeiten für das Fernsehen zeichnen sich durch genaue Beobachtung menschlicher Schwächen aus. Sein The Madness of George III (1991) wurde 1995 als King George – Ein Königreich für mehr Verstand verfilmt. Bennett wurde hierfür 1995 für den Oscar in der Kategorie Bestes adaptiertes Drehbuch nominiert. Außerdem gewann er nach 1986 und 1988 zum dritten Mal den Evening Standard British Film Award für das Beste Drehbuch. Gleiches gilt für den London Critics’ Circle Film Award. Eine Ernennung zum britischen Ritter lehnte er ab. Bennett veröffentlichte mit Untold Stories 2005 seine Memoiren, nachdem er an Krebs erkrankte.
Bennett lebt mit seinem Lebenspartner Rupert Thomas in London. Im Jahr 2006 heirateten sie.

## Werke (Auswahl)
- 1962: Beyond the Fringe (Bühnen-Revue)
- 1968: Forty Years On. Theaterstück. Faber & Faber, London 1968, ISBN 978-0-571-31672-4.
- 1971: Getting On (Theaterstück)
- 1973: Habeas Corpus (Theaterstück)
- 1977: The Old Country (Theaterstück)
- 1980: Enjoy (Theaterstück)
- 1982: An Englishman Abroad (Fernseh-Drehbuch)
- 1985: The Writer in Disguise (Sammlung von Theaterstücken)
- 1986: Kafka’s Dick (Theaterstück)
  - Kafkas Franz, dt. von Nikolaus Hansen. Rowohlt-Theaterverlag, Reinbek bei Hamburg 1990
- 1988: Talking Heads (sechs Fernseh-Monologe)
  - Ein Sprung in der Tasse, dt. von Andrew Jenkins. Rowohlt-Theaterverlag, Reinbek bei Hamburg 1995.
  - Neuausgabe: Ein Kracker unterm Kanapee, dt. von Ingo Herzke. Wagenbach, Berlin 2010, ISBN 978-3-8031-1268-2.
- 1988: Single Spies (Theaterstück)
- 1990: 102 Boulevard Haussmann (Fernseh-Drehbuch)
- 1990: The Lady in the Van (Erzählung)
  - Die Lady im Lieferwagen (Erzählung), dt. von Ingo Herzke. Wagenbach, Berlin 2004, ISBN 3-8031-1225-7.
  - The Lady in the Van (1999; Theaterstück), dt. von Christiane Fenge. Rowohlt-Theaterverlag, Reinbek bei Hamburg 2003.
- 1992: The Madness of George III (Theaterstück)
  - Was, Was oder die Krankheit von König Georg III, dt. von Peter und John von Düffel. Rowohlt-Theaterverlag, Reinbek bei Hamburg 2001.
- 1994: Writing Home (autobiographische Essays)
- 1998: Talking Heads 2 (sechs Fernseh-Monologe)
  - Miss Fozzard findet ihre Füße, dt. von Ingo Herzke. Wagenbach, Berlin 2011, ISBN 3-8031-1276-1.
- 1999: Father ! Father ! Burning Bright (Erzählung)
  - Vatertage – Beziehungsgeschichten, dt. von Ingo Herzke. Wagenbach, Berlin 2007, ISBN 3-8031-1243-5.
- 2000: The Laying on of Hands (Erzählungen)
  - Handauflegen (Kurzroman), dt. von Ingo Herzke. Wagenbach, Berlin 2005, ISBN 3-8031-1231-1. Rezension.[4]
- 2001: The Clothes They Stood Up In (Novelle)
  - Alle Jahre wieder – eine kleine Geschichte, dt. von Brigitte Heinrich. Fischer, Frankfurt am Main 1999, ISBN 3-596-14655-0.
  - Neuausgabe: Cosi fan tutte, dieselbe Übersetzung. Wagenbach, Berlin 2003, ISBN 3-8031-1213-3.
- 2004: The History Boys (Theaterstück);
- 2005: Untold Stories (Autobiographisches und Essays)
- 2007: The Uncommon Reader (Erzählung)
  - Die souveräne Leserin, dt. von Ingo Herzke. Wagenbach, Berlin 2008
- 2009: The Habit of Art (Theaterstück)
- 2009: A Life Like Other People's (Autobiographie)
  - Leben wie andere Leute. Wagenbach, Berlin 2014
- 2011: Smut: two unseemly stories (Erzählungen)
  - Schweinkram, Zwei unziemliche Geschichten, dt. von Ingo Herzke. Wagenbach, Berlin 2012
- 2012: People (Theaterstück)
- 2016: Keeping On Keeping On.
  - Alan Bennett geht ins Museum. Übersetzung Ingo Herzke. Wagenbach, Berlin 2017, ISBN 978-3-8031-1326-9 [Essays aus: Untold Stories, Writing Home und Keeping on Keeping on]

## Filmografie (Auswahl)
- 1983: Gentleman in Moskau (An Englishman abroad)
- 1984: Magere Zeiten – Der Film mit dem Schwein (A Private Function)
- 1986: Der Versicherungsbeamte Dr. K (The Insurance Man)
- 1987: Das stürmische Leben des Joe Orton (Prick Up Your Ears)
- 1994: King George – Ein Königreich für mehr Verstand (The Madness of George III)
- 2006: Die History Boys – Fürs Leben lernen (The History Boys)
- 2015: The Lady in the Van